# Philips Sport Vereniging 2024-2025
Questa voce raccoglie le informazioni riguardanti il Philips Sport Vereniging nelle competizioni ufficiali della stagione 2024-2025.

## Maglie e sponsor
| Casa | Trasferta | Terza divisa |

## Rosa
Rosa aggiornata al 2 gennaio 2025
| N. |                        | Ruolo | Calciatore       |
| -- | ---------------------- | ----- | ---------------- |
| 1  | Argentina (bandiera)   | P     | Walter Benítez   |
| 2  | Paesi Bassi (bandiera) | D     | Rick Karsdorp    |
| 3  | Paesi Bassi (bandiera) | D     | Jordan Teze      |
| 3  | Paesi Bassi (bandiera) | D     | Tyrell Malacia   |
| 4  | Paesi Bassi (bandiera) | D     | Armando Obispo   |
| 5  | Croazia (bandiera)     | A     | Ivan Perišić     |
| 6  | Paesi Bassi (bandiera) | D     | Ryan Flamingo    |
| 7  | Stati Uniti (bandiera) | C     | Malik Tillman    |
| 8  | Stati Uniti (bandiera) | D     | Sergiño Dest     |
| 9  | Paesi Bassi (bandiera) | A     | Luuk de Jong ()  |
| 10 | Paesi Bassi (bandiera) | A     | Noa Lang         |
| 11 | Belgio (bandiera)      | C     | Johan Bakayoko   |
| 14 | Stati Uniti (bandiera) | A     | Ricardo Pepi     |
| 16 | Paesi Bassi (bandiera) | P     | Joel Drommel     |
| 17 | Brasile (bandiera)     | C     | Mauro Júnior     |
| 18 | Francia (bandiera)     | D     | Olivier Boscagli |

| N. |                                 | Ruolo | Calciatore          |
| -- | ------------------------------- | ----- | ------------------- |
| 19 | Bosnia ed Erzegovina (bandiera) | A     | Esmir Bajraktarević |
| 20 | Paesi Bassi (bandiera)          | C     | Guus Til            |
| 21 | Marocco (bandiera)              | A     | Couhaib Driouech    |
| 22 | Paesi Bassi (bandiera)          | C     | Jerdy Schouten      |
| 23 | Paesi Bassi (bandiera)          | C     | Joey Veerman        |
| 24 | Paesi Bassi (bandiera)          | P     | Niek Schiks         |
| 26 | Paesi Bassi (bandiera)          | C     | Isaac Babadi        |
| 27 | Messico (bandiera)              | A     | Hirving Lozano      |
| 27 | Spagna (bandiera)               | A     | Lucas Pérez         |
| 28 | Paesi Bassi (bandiera)          | C     | Tygo Land           |
| 32 | Belgio (bandiera)               | D     | Matteo Dams         |
| 33 | Paesi Bassi (bandiera)          | D     | Michael Bresser     |
| 34 | Marocco (bandiera)              | D     | Ismael Saibari      |
| 35 | Norvegia (bandiera)             | D     | Fredrik Oppegård    |
| 37 | Stati Uniti (bandiera)          | C     | Richard Ledezma     |
| 39 | Burkina Faso (bandiera)         | C     | Adamo Nagalo        |

## Calciomercato

### Sessione estiva
| Acquisti         | Acquisti         | Acquisti        | Acquisti                         |
| R.               | Nome             | da              | Modalità                         |
| ---------------- | ---------------- | --------------- | -------------------------------- |
| D                | Sergiño Dest     | Barcellona      | riscatto prestito (0 milioni €)  |
| D                | Rick Karsdorp    | Roma            | definitivo                       |
| D                | Ryan Flamingo    | Utrecht         | definitivo (9 milioni €)         |
| D                | Adamo Nagalo     | Nordsjælland    | definitivo (7 milioni €)         |
| C                | Malik Tillman    | Bayern Monaco   | riscatto prestito (12 milioni €) |
| A                | Couhaib Driouech | Excelsior       | definitivo (3 milioni €)         |
| Altre operazioni |                  |                 |                                  |
| R.               | Nome             | da              | Modalità                         |
| D                | Fredrik Oppegård | Heracles Almelo | fine prestito                    |
| A                | Jason van Duiven | Almere City     | fine prestito                    |
| C                | Ivan Perišić     | Hajduk Spalato  | definitivo                       |

| Cessioni         | Cessioni            | Cessioni      | Cessioni                  |
| R.               | Nome                | a             | Modalità                  |
| ---------------- | ------------------- | ------------- | ------------------------- |
| P                | Boy Waterman        |               | ritiro                    |
| D                | André Ramalho       | Corinthians   | definitivo                |
| D                | Shurandy Sambo      | Burnley       | definitivo                |
| D                | Jordan Teze         | Monaco        | definitivo (10 milioni €) |
| A                | Jason van Duiven    | Lommel        | definitivo (3 milioni €)  |
| Altre operazioni |                     |               |                           |
| R.               | Nome                | da            | Modalità                  |
| D                | Armel Bella-Kotchap | Southampton   | fine prestito             |
| D                | Sergiño Dest        | Barcellona    | fine prestito             |
| D                | Patrick van Aanholt | Galatasaray   | fine prestito             |
| C                | Malik Tillman       | Bayern Monaco | fine prestito             |

### Sessione invernale
| Acquisti         | Acquisti            | Acquisti        | Acquisti                 |
| R.               | Nome                | da              | Modalità                 |
| ---------------- | ------------------- | --------------- | ------------------------ |
| A                | Esmir Bajraktarević | N.E. Revolution | definitivo (3 milioni €) |
| D                | Tyrell Malacia      | Manchester Utd  | prestito                 |
| Altre operazioni |                     |                 |                          |
| R.               | Nome                | da              | Modalità                 |

| Cessioni         | Cessioni         | Cessioni  | Cessioni                  |
| R.               | Nome             | a         | Modalità                  |
| ---------------- | ---------------- | --------- | ------------------------- |
| A                | Hirving Lozano   | San Diego | definitivo (12 milioni €) |
| D                | Matteo Dams      | Al-Ahli   | definitivo (9 milioni €)  |
| D                | Fredrik Oppegård | Auxerre   | definitivo (500 mila €)   |
| Altre operazioni |                  |           |                           |
| R.               | Nome             | da        | Modalità                  |

## Risultati

### Eredivisie

#### Girone di andata
| Arbitro: | Kooij |

|                                                      |           |                   |
| Bakayoko 9’ Schouten 28’ Tillman 37’ Lozano 72’, 79’ | Marcatori | 77’ Van der Venne |

| Arbitro: | van den kerkhof |

|                           |           |                                            |
| De Keersmaecker 5’ (rig.) | Marcatori | 52’ (aut.) Mesík 59’ Bakayoko 90’ Driouech |

| Arbitro: | Makkelie |

|            |           |                                                                                       |
| Hansen 57’ | Marcatori | 10’ Til 15’ L. de Jong 65’ Driouech 71’ Tillman 78’ (aut.) Barbet 83’ Lozano 87’ Pepi |

| Arbitro: | Nijhuis |

|                                |           |  |
| Til 11’ Lozano 27’ Veerman 63’ | Marcatori |  |

| Arbitro: | Higler |

|                               |           |  |
| L. de Jong 11’ (rig.) Til 16’ | Marcatori |  |

| Arbitro: | Lindhout |

|              |           |                                 |
| Bullaude 32’ | Marcatori | 16’, 68’ Tillman 72’ L. de Jong |

| Arbitro: | Gözübüyük |

|  |           |               |
|  | Marcatori | 49’, 64’ Pepi |

| Arbitro: | Makkelie |

|                                       |           |               |
| Verschueren 34’ (aut.) L. de Jong 37’ | Marcatori | 10’ Lauritsen |

| Arbitro: | Lindhout |

|            |           |                         |
| Kasius 90’ | Marcatori | 15’ L. de Jong 22’ Lang |

| Arbitro: | Dieperink |

|                                                                       |           |  |
| Pepi 9’, 58’ Lang 40’ Tillman 50’ Schendelaar 71’ (aut.) Bakayoko 89’ | Marcatori |  |

| Arbitro: | Gözübüyük |

|                                     |           |                            |
| Klaassen 43’ Fitz-Jim 66’ Godts 74’ | Marcatori | 18’ L. de Jong 54’ Perišić |

| Arbitro: | van der Eijk |

|  |           |                                   |
|  | Marcatori | 21’ Pepi 33’ Saibari 65’ Bakayoko |

| Arbitro: | Kooij |

|                                         |           |  |
| Boscagli 14’ Pepi 37’, 64’, 78’ Til 52’ | Marcatori |  |

| Arbitro: | Makkelie |

|                                  |           |                                              |
| Descotte 34’ (rig.) Horemans 88’ | Marcatori | 12’, 70’ Saibari 54’, 90+1’ Til 74’ Bakayoko |

| Arbitro: | van der Eijk |

|                                                              |           |            |
| Lang 20’ Tillman 34’ Saibari 45+1’, 54’ Ledezma 63’ Pepi 85’ | Marcatori | 10’ Steijn |

| Arbitro: | Nijhuis |

|                |           |  |
| Nicolăescu 73’ | Marcatori |  |

| Arbitro: | Gözübüyük |

|                                     |           |  |
| Lang 19’ L. de Jong 27’ Tillman 63’ | Marcatori |  |

#### Girone di ritorno
| Arbitro: | Makkelie |

|                            |           |                        |
| L. de Jong 68’, 85’ (rig.) | Marcatori | 41’ Lahdo 74’ Meerdink |

| Arbitro: | Manschot |

|                             |           |                 |
| Krăstev 2’, 38’ Vente 90+4’ | Marcatori | 25’ J. Bakayoko |

| Arbitro: | Higler |

|                           |           |                         |
| Til 35’, 45+1’ Pepi 90+4’ | Marcatori | 26’ Sauer 90+6’ Kostorz |

| Arbitro: | Gözübüyük |

|                                       |           |                                            |
| Ouaissa 66’ Shiogai 90’ Linssen 90+5’ | Marcatori | 52’ L. de Jong 73’ Saibari 76’ J. Bakayoko |

| Arbitro: | Lindhout |

|          |           |            |
| Lang 62’ | Marcatori | 83’ Tirpan |

| Arbitro: | Gözübüyük |

|                         |           |                                |
| Obispo 11’ Babadi 90+2’ | Marcatori | 16’ Van der Hoorn 75’ Aaronson |

| Arbitro: | Van Boekel |

|                           |           |                         |
| Antman 23’, 87’ Edvardsen | Marcatori | 30’ L. de Jong 34’ Lang |

| Arbitro: | Makkelie |

|                     |           |           |
| Saibari 40’ Til 57’ | Marcatori | 72’ Smans |

| Arbitro: | Manschot |

|  |           |                                    |
|  | Marcatori | 4’ Perišić 39’ Lang 53’ L. de Jong |

| Arbitro: | Gözübüyük |

|  |           |                            |
|  | Marcatori | 35’ Klaassen 67’ B. Traoré |

| Arbitro: | Nijhuis |

|             |           |                                         |
| Kwakman 34’ | Marcatori | 11’ Tillman 28’ Perišić 88’ J. Bakayoko |

| Arbitro: | Lindhout |

|                                                      |           |  |
| Saibari 5’, 68’ J. Bakayoko 22’ Lang 26’ Tillman 41’ | Marcatori |  |

| Arbitro: | Makkelie |

|                    |           |                                    |
| Van Wolfswinkel 1’ | Marcatori | 11’ Perišić 53’ Til 57’ L. de Jong |

| Arbitro: | Dieperink |

|                                |           |              |
| Perišić 15’, 40’, 73’ Lang 57’ | Marcatori | 64’ Dahlhaus |

| Arbitro: | Makkelie |

|                    |           |                             |
| Paixão 5’ Read 10’ | Marcatori | 50’ Perišić 73’, 90+9’ Lang |

| Arbitro: | Nijhuis |

|                                   |           |            |
| Tillman 18’, 40’ Saibari 21’, 35’ | Marcatori | 75’ Engels |

| Arbitro: | Gözübüyük |

|             |           |                                        |
| Zechiël 52’ | Marcatori | 27’ Perišić 58’ L. de Jong 84’ Tillman |

### KNVB beker
| Arbitro: | Blank |

|                                                                                               |           |  |
| Lozano 12’ Michaelis 19’ (aut.) Pepi 31’, 83’ Til 38’ Heeremans 67’ (aut.) Perišić 89’, 90+1’ | Marcatori |  |

| Arbitro: | Lindhout |

|                                                       |           |                                                        |
| Tillman 73’ Pepi 86’, 101’ Saibari 90+7’ Perišić 110’ | Marcatori | 45+3’, 58’ Naujoks 80’ Duijvestijn 117’ (rig.) Omorowa |

| Arbitro: | Van Boekel |

|                     |           |  |
| Bakayoko 8’ Til 68’ | Marcatori |  |

| Arbitro: | Higler |

|             |           |                          |
| Perišić 59’ | Marcatori | 25’ Nauber 27’ Edvardsen |

### Johan Cruijff Schaal
| Arbitro: | Manschot |

|                                            |                      |                                                          |
| Lang 9’ L. de Jong 48’, 80’ (rig.) Til 65’ | Marcatori            | 29’ (rig.), 54’ (rig.) Giménez 33’ Nieuwkoop 72’ Milambo |
| Pepi Bakayoko Til Tillman                  | Tiri di rigore 2 – 4 | Geertruida Ueda Hancko Ivanušec                          |

### UEFA Champions League

#### Fase campionato
| Arbitro: | Hernández Hernández |

|                                      |           |               |
| Yıldız 21’ McKennie 27’ González 52’ | Marcatori | 90+3’ Saibari |

| Arbitro: | Guida |

|              |           |              |
| Schouten 15’ | Marcatori | 84’ Bragança |

| Arbitro: | Nyberg |

|            |           |          |
| Hakimi 55’ | Marcatori | 34’ Lang |

| Arbitro: | Michael Oliver |

|                                                         |           |  |
| Flamingo 16’ Tillman 33’ Bakayoko 83’ Krejčí 88’ (aut.) | Marcatori |  |

| Arbitro: | Schnyder |

|                             |           |                     |
| Tillman 87’, 90’ Pepi 90+5’ | Marcatori | 8’ Sikan 37’ Zubkov |

| Arbitro: | Sánchez Martínez |

|                 |           |  |
| Le Cardinal 43’ | Marcatori |  |

| Arbitro: | Kovács |

|                      |           |                                     |
| Ndiaye 71’ Djiga 77’ | Marcatori | 17’ L. de Jong 23’ Til 43’ Flamingo |

| Arbitro: | Stieler |

|                                     |           |                              |
| Bakayoko 35’ Saibari 45’ Pepi 45+6’ | Marcatori | 28’ (rig.) Gakpo 40’ Elliott |

#### Fase a eliminazione diretta

##### Spareggi
| Arbitro: | Siebert |

|                           |           |             |
| McKennie 34’ Mbangula 82’ | Marcatori | 56’ Perišić |

| Arbitro: | Vinčić |

|                                      |           |          |
| Perišić 53’ Saibari 74’ Flamingo 98’ | Marcatori | 63’ Weah |

##### Ottavi di finale
| Arbitro: | Gil Manzano |

|                 |           |                                                                                |
| Lang 43’ (rig.) | Marcatori | 18’ Timber 21’ Nwaneri 31’ Merino 47’, 73’ Ødegaard 48’ Trossard 85’ Calafiori |

| Arbitro: | Obrenović |

|                      |           |                          |
| Zinčenko 6’ Rice 37’ | Marcatori | 18’ Perišić 70’ Driouech |

## Statistiche finali

### Statistiche di squadra
| Competizione         | Punti       | In casa | In casa | In casa | In casa | In casa | In casa | In trasferta | In trasferta | In trasferta | In trasferta | In trasferta | In trasferta | Totale | Totale | Totale | Totale | Totale | Totale | DR  |
| Competizione         | Punti       | G       | V       | N       | P       | Gf      | Gs      | G            | V            | N            | P            | Gf           | Gs           | G      | V      | N      | P      | Gf     | Gs     | DR  |
| -------------------- | ----------- | ------- | ------- | ------- | ------- | ------- | ------- | ------------ | ------------ | ------------ | ------------ | ------------ | ------------ | ------ | ------ | ------ | ------ | ------ | ------ | --- |
| Eredivisie           | 79 Campione | 17      | 13      | 3       | 1       | 55      | 15      | 17           | 12           | 1            | 4            | 48           | 24           | 34     | 25     | 4      | 5      | 103    | 39     | +64 |
| KNVB Beker           | -           | 4       | 3       | 0       | 1       | 16      | 6       | 0            | 0            | 0            | 0            | 0            | 0            | 4      | 3      | 0      | 1      | 16     | 6      | +10 |
| Johan Cruijff Schaal | [ 10 ]      | 1       | 0       | 1       | 0       | 4       | 4       | 0            | 0            | 0            | 0            | 0            | 0            | 1      | 0      | 1      | 0      | 4      | 4      | 0   |
| Champions League     | 14          | 6       | 4       | 1       | 1       | 15      | 13      | 6            | 1            | 2            | 3            | 8            | 11           | 12     | 5      | 3      | 4      | 23     | 24     | -1  |
| Totale               | -           | 28      | 20      | 5       | 3       | 90      | 38      | 23           | 13           | 3            | 7            | 56           | 35           | 51     | 33     | 8      | 10     | 146    | 73     | +73 |

### Andamento in campionato
| Giornata  | 1 | 2 | 3 | 4 | 5 | 6 | 7 | 8 | 9 | 10 | 11 | 12 | 13 | 14 | 15 | 16 | 17 | 18 | 19 | 20 | 21 | 22 | 23 | 24 | 25 | 26 | 27 | 28 | 29 | 30 | 31 | 32 | 33 | 34 |
| --------- | - | - | - | - | - | - | - | - | - | -- | -- | -- | -- | -- | -- | -- | -- | -- | -- | -- | -- | -- | -- | -- | -- | -- | -- | -- | -- | -- | -- | -- | -- | -- |
| Luogo     | C | T | T | C | C | T | T | C | T | C  | T  | T  | C  | T  | C  | T  | C  | C  | T  | C  | T  | C  | C  | T  | C  | T  | C  | T  | C  | T  | C  | T  | C  | T  |
| Risultato | V | V | V | V | V | V | V | V | V | V  | P  | V  | V  | V  | V  | P  | V  | N  | P  | V  | N  | N  | N  | P  | V  | V  | P  | V  | V  | V  | V  | V  | V  | V  |
| Posizione | 1 | 1 | 1 | 1 | 1 | 1 | 1 | 1 | 1 | 1  | 1  | 1  | 1  | 1  | 1  | 1  | 1  | 1  | 1  | 1  | 1  | 2  | 2  | 2  | 2  | 2  | 2  | 2  | 2  | 2  | 2  | 2  | 1  | 1  |

Legenda:

Luogo: C = Casa; T = Trasferta. Risultato: V = Vittoria; N = Pareggio; P = Sconfitta.

### Andamento in UEFA Champions League
| Giornata  | 1  | 2  | 3  | 4  | 5  | 6  | 7  | 8  |
| --------- | -- | -- | -- | -- | -- | -- | -- | -- |
| Luogo     | T  | C  | T  | C  | C  | T  | T  | C  |
| Risultato | P  | N  | N  | V  | V  | P  | V  | V  |
| Posizione | 27 | 24 | 28 | 24 | 18 | 24 | 19 | 14 |

Legenda:

Luogo: C = Casa; T = Trasferta. Risultato: V = Vittoria; N = Pareggio; P = Sconfitta.

### Statistiche dei giocatori
In corsivo i calciatori che hanno lasciato la squadra a stagione in corso.
| Giocatore           | Eredivisie | Eredivisie | Eredivisie  | Eredivisie | KNVB beker | KNVB beker | KNVB beker  | KNVB beker | Johan Cruijff Schaal | Johan Cruijff Schaal | Johan Cruijff Schaal | Johan Cruijff Schaal | UEFA Champions League | UEFA Champions League | UEFA Champions League | UEFA Champions League | Totale   | Totale | Totale      | Totale     |
| Giocatore           | Presenze   | Reti       | Ammonizioni | Espulsioni | Presenze   | Reti       | Ammonizioni | Espulsioni | Presenze             | Reti                 | Ammonizioni          | Espulsioni           | Presenze              | Reti                  | Ammonizioni           | Espulsioni            | Presenze | Reti   | Ammonizioni | Espulsioni |
| ------------------- | ---------- | ---------- | ----------- | ---------- | ---------- | ---------- | ----------- | ---------- | -------------------- | -------------------- | -------------------- | -------------------- | --------------------- | --------------------- | --------------------- | --------------------- | -------- | ------ | ----------- | ---------- |
| I. Babadi           | 8          | 1          | 0           | 0          | 1          | 0          | 0           | 0          | 0                    | 0                    | 0                    | 0                    | 4                     | 0                     | 2                     | 0                     | 13       | 1      | 2           | 0          |
| J. Bakayoko         | 30         | 9          | 1           | 0          | 3          | 1          | 0           | 0          | 1                    | 0                    | 0                    | 0                    | 12                    | 2                     | 1                     | 0                     | 46       | 12     | 2           | 0          |
| E. Bajraktarević    | 4          | 0          | 0           | 0          | 0          | 0          | 0           | 0          | 0                    | 0                    | 0                    | 0                    | 1                     | 0                     | 0                     | 0                     | 5        | 0      | 0           | 0          |
| W. Benítez          | 34         | -39        | 0           | 0          | 0          | 0          | 0           | 0          | 1                    | -4                   | 1                    | 0                    | 11                    | -21                   | 1                     | 0                     | 46       | -64    | 2           | 0          |
| O. Boscagli         | 30         | 1          | 2           | 0          | 2          | 0          | 0           | 0          | 0                    | 0                    | 0                    | 0                    | 11                    | 0                     | 1                     | 0                     | 43       | 1      | 3           | 0          |
| M. Bresser          | 1          | 0          | 0           | 0          | 0          | 0          | 0           | 0          | 0                    | 0                    | 0                    | 0                    | 0                     | 0                     | 0                     | 0                     | 1        | 0      | 0           | 0          |
| M. Dams             | 15         | 0          | 1           | 1          | 2          | 0          | 0           | 0          | 1                    | 0                    | 1                    | 0                    | 6                     | 0                     | 3                     | 0                     | 24       | 0      | 5           | 1          |
| L. De Jong          | 31         | 14         | 2           | 0          | 3          | 0          | 0           | 0          | 1                    | 2                    | 0                    | 0                    | 12                    | 1                     | 2                     | 0                     | 47       | 17     | 4           | 0          |
| S. Dest             | 7          | 0          | 0           | 0          | 0          | 0          | 0           | 0          | 0                    | 0                    | 0                    | 0                    | 0                     | 0                     | 0                     | 0                     | 7        | 0      | 0           | 0          |
| C. Driouech         | 16         | 2          | 0           | 0          | 0          | 0          | 0           | 0          | 1                    | 0                    | 0                    | 0                    | 5                     | 1                     | 0                     | 0                     | 22       | 3      | 0           | 0          |
| J. Drommel          | 1          | -0         | 0           | 0          | 4          | -6         | 0           | 0          | 0                    | 0                    | 0                    | 0                    | 1                     | -3                    | 0                     | 0                     | 6        | -9     | 0           | 0          |
| R. Flamingo         | 34         | 0          | 2           | 0          | 3          | 0          | 0           | 0          | 1                    | 0                    | 0                    | 0                    | 11                    | 3                     | 0                     | 1                     | 49       | 3      | 2           | 1          |
| S. Gomez Van Hoogen | 0          | 0          | 0           | 0          | 1          | 0          | 0           | 0          | 0                    | 0                    | 0                    | 0                    | 0                     | 0                     | 0                     | 0                     | 1        | 0      | 0           | 0          |
| M. Júnior           | 25         | 0          | 1           | 0          | 3          | 0          | 0           | 0          | 0                    | 0                    | 0                    | 0                    | 10                    | 0                     | 2                     | 0                     | 38       | 0      | 3           | 0          |
| R. Karsdorp         | 12         | 0          | 1           | 0          | 1          | 0          | 0           | 0          | 0                    | 0                    | 0                    | 0                    | 7                     | 0                     | 2                     | 0                     | 20       | 0      | 3           | 0          |
| W. Kuhn             | 1          | 0          | 0           | 0          | 1          | 0          | 0           | 0          | 0                    | 0                    | 0                    | 0                    | 1                     | 0                     | 0                     | 0                     | 3        | 0      | 0           | 0          |
| T. Land             | 5          | 0          | 0           | 0          | 1          | 0          | 0           | 0          | 0                    | 0                    | 0                    | 0                    | 1                     | 0                     | 0                     | 0                     | 7        | 0      | 0           | 0          |
| N. Lang             | 29         | 11         | 2           | 0          | 4          | 0          | 0           | 0          | 1                    | 1                    | 1                    | 0                    | 10                    | 2                     | 1                     | 0                     | 44       | 14     | 4           | 0          |
| R. Ledezma          | 24         | 1          | 5           | 0          | 3          | 0          | 0           | 0          | 0                    | 0                    | 0                    | 0                    | 11                    | 0                     | 1                     | 0                     | 38       | 1      | 6           | 0          |
| H. Lozano           | 9          | 4          | 0           | 0          | 1          | 1          | 0           | 0          | 0                    | 0                    | 0                    | 0                    | 2                     | 0                     | 0                     | 0                     | 12       | 5      | 0           | 0          |
| T. Malacia          | 8          | 0          | 1           | 0          | 1          | 0          | 0           | 0          | 0                    | 0                    | 0                    | 0                    | 3                     | 0                     | 1                     | 0                     | 12       | 0      | 2           | 0          |
| A. Nagalo           | 6          | 0          | 0           | 0          | 1          | 0          | 0           | 0          | 0                    | 0                    | 0                    | 0                    | 5                     | 0                     | 0                     | 0                     | 12       | 0      | 0           | 0          |
| A. Obispo           | 14         | 1          | 1           | 0          | 3          | 0          | 2           | 0          | 0                    | 0                    | 0                    | 0                    | 6                     | 0                     | 0                     | 0                     | 23       | 1      | 3           | 0          |
| F. Oppegård         | 6          | 0          | 0           | 0          | 1          | 0          | 0           | 0          | 1                    | 0                    | 0                    | 0                    | 1                     | 0                     | 0                     | 0                     | 9        | 0      | 0           | 0          |
| R. Pepi             | 19         | 11         | 1           | 0          | 2          | 4          | 0           | 0          | 1                    | 0                    | 0                    | 0                    | 7                     | 2                     | 0                     | 0                     | 29       | 17     | 1           | 0          |
| L. Pérez            | 2          | 0          | 0           | 0          | 1          | 0          | 0           | 0          | 0                    | 0                    | 0                    | 0                    | 0                     | 0                     | 0                     | 0                     | 3        | 0      | 0           | 0          |
| I. Perišić          | 27         | 9          | 3           | 0          | 4          | 4          | 2           | 0          | 0                    | 0                    | 0                    | 0                    | 4                     | 3                     | 0                     | 0                     | 35       | 16     | 5           | 0          |
| I. Saibari          | 29         | 11         | 2           | 0          | 4          | 1          | 0           | 0          | 1                    | 0                    | 0                    | 0                    | 10                    | 3                     | 1                     | 0                     | 44       | 15     | 3           | 0          |
| J. Schouten         | 19         | 1          | 1           | 0          | 4          | 0          | 1           | 0          | 1                    | 0                    | 0                    | 0                    | 7                     | 1                     | 1                     | 0                     | 31       | 2      | 3           | 0          |
| J. Teze             | 2          | 0          | 0           | 0          | 0          | 0          | 0           | 0          | 1                    | 0                    | 0                    | 0                    | 0                     | 0                     | 0                     | 0                     | 3        | 0      | 0           | 0          |
| G. Til              | 32         | 10         | 2           | 0          | 4          | 2          | 0           | 0          | 1                    | 1                    | 0                    | 0                    | 12                    | 0                     | 0                     | 0                     | 49       | 13     | 2           | 0          |
| M. Tillman          | 26         | 12         | 2           | 0          | 1          | 1          | 0           | 0          | 1                    | 0                    | 0                    | 0                    | 6                     | 3                     | 3                     | 0                     | 34       | 16     | 5           | 0          |
| J. Veerman          | 27         | 1          | 3           | 0          | 4          | 0          | 0           | 0          | 1                    | 0                    | 0                    | 0                    | 8                     | 0                     | 2                     | 0                     | 40       | 1      | 5           | 0          |